# Blundeston
Blundeston is een civil parish in het bestuurlijke gebied East Suffolk, in het Engelse graafschap Suffolk met 1.560 inwoners.